# بشير أحمد قريشي
بشير أحمد قريشي (بالإنجليزية: Bashir Ahmed Qureshi)‏ هو سياسي باكستاني، ولد في 10 أغسطس 1959 في باكستان، وتوفي في 7 أبريل 2012 في باكستان.